# Ernst Alexanderson
Ernst Fredrik Werner Alexanderson, född 25 januari 1878 i Uppsala i Sverige, död 14 maj 1975 i Schenectady, delstaten New York i USA, var en svensk-amerikansk ingenjör, och uppfinnare av Alexanderson-generatorn 1904.

## Biografi
Alexandersson tog civilingenjörsexamen vid Kungliga Tekniska högskolan (KTH) 1900, varefter han studerade vid Tekniska högskolan i Berlin-Charlottenburg för att 1901 flytta till USA. 
Han var mycket aktiv och fick totalt 344 patent beviljade och 1919 fick han American Institute of Electrical Engineers högsta utmärkelse.
En stor del av sitt yrkesverksamma liv tillbringade han vid Radio Corporation of America (RCA). Han var konstruktör till Radiostationen i Grimeton utanför Varberg, som RCA levererade 1923-1924.
Alexanderson nämns även i relation till framväxten av patentsystemet, som han delvis var kritisk till. Som teknikhistorikern David Noble skriver:
"The change in the focus of the patent system, from the protection of the inventor to the protection of the corporation which either employed the inventor or purchased his patents, was succinctly phrased by E.F.W. Alexanderson, a Swedish immigrant who became one of GE's early leading research engineers. 'The patent system was established, I believe', he said, 'to protect the lone inventor. In this it has not succeeded... the patent system protects the institutions which favor invention'" (Noble, 1977: 87-88)
Alexanderson invaldes 1924 som utländsk ledamot av Ingenjörsvetenskapsakademien, 1934 som utländsk ledamot av Kungliga Vetenskapsakademien och promoverades 1949 till teknologie hedersdoktor vid KTH.
Vid Grimetons Radiostation, där en av hans Alexanderson-generatorer är installerad, hålls regelbundet Alexandersondagen till hans minne.